# 巴蘭卡
巴蘭卡是秘魯的城市，位於該國西部太平洋沿岸，由利馬大區負責管轄，距離首都利馬175公里，海拔高度49米，主要經濟活動是製造業、農業和漁業，人口約47,000人。

## 外部連結
- （西班牙文） Municipal website （页面存档备份，存于）

10°45′14.65″S 77°45′39.58″W / 10.7540694°S 77.7609944°W